# VéloSoleX
VéloSoleX — производившийся во Франции в 1946-88 и с 2005 года лёгкий мопед (либо, в зависимости от модификации, велосипед с мотором).
Также название подразделения фирмы Solex (впоследствии сменившего нескольких владельцев), занимавшегося его выпуском.
Всего было произведено около 8 млн экземпляров (в том числе и по лицензии), продававшихся в более 70 странах

## История
Идея привода к велосипеду, появившаяся ещё в начале века, была реализована во время Второй мировой войны Марселем Меннессоном, одним из совладельцев компании Solex, производившей карбюраторы.
Первая партия в несколько сот мотовелосипедов с прототипом привода (модель «45») была опробована её служащими.
В 1946 году начался массовый выпуск этого устройства, получившего название VéloSoleX, на принадлежащем компании заводе в Курбевуа; с апреля оно пошло в продажу. Растущий спрос привёл к размещению производства на других заводах компании в Аньер-сюр-Сене и Маконе, в результате продажи составили 100 000 к 1953-му, а к 1955-му — более 200 000.
Росту продаж способствовала как простота и надёжность товара, так и его относительно невысокая цена в 348 новых франков (на 1961-й).
Компанией последовательно владели Dassault, Renault, с 1974-го — Motobecane (в свою очередь в 1984-м ставшая собственностью Yamaha и переименованная в MBK).

## Зарубежный выпуск мопедов VéloSoleX
После снижения продаж, 9 ноября 1988 года производство во Франции была прекращено.
Выпуск мотовелосипеда продолжался в Китае под маркой «Ноngdu» (лицензия была приобретена ещё в 1980 году компанией CNAMC, ныне Hongdu Aviation Industry Group; производством занято её подразделение «Jiangxi Hongdu Moped Co. Ltd.»).
Компания CNAMC, организовавшая в 1997 году СП при финансовой поддержке французского государства и Европейского союза, в начале 2005 вновь вышла на рынок Франции с собиравшейся из китайских комплектующих «репликой» «Black’n Roll» /«S4800D» (дополненной различными современными усовершенствованиями  —катализатором, передними и задними дисковыми тормозами, электронным зажиганием, сигнализацией, спидометром и т. п.), но, однако, не сравнимой по качеству с оригиналом.
Это была не первая зарубежная компания, сотрудничавшая с «Solex» в области лицензионного производства веломоторов — итальянская «Sifacin» занималась эти в 1948-56 гг, а польская W.S.K. во Вроцлаве выпускала «Gnom R01» — съёмный вариант VéloSoleX 650.

Также венгерская «Сусlon», купившая оборудование после закрытия производства во Франции, с 1993 года реализовывала «S3800» под маркой «Impex»..
Право же собственности на марку Velosolex принадлежат парижской группе «Groupe CIBLE», которая в 2005 году приступила к выпуску электрических транспортных средств. По состоянию на 2012 в продаже представлены три аппарата: электромопед е-Solex и электровелосипеды Vélosolex и Solexity.

### В США
На рынке США по состоянию на 2011 год продукция компании представлена моделью «S4800», реализуемой фирмой VeloSolex America (Норт-Берген, штат Нью-Джерси).

## Конструкция

Устройство передачи: изображены двухтактный двигатель, прижимной ролик (зелёный) и переднее колесо

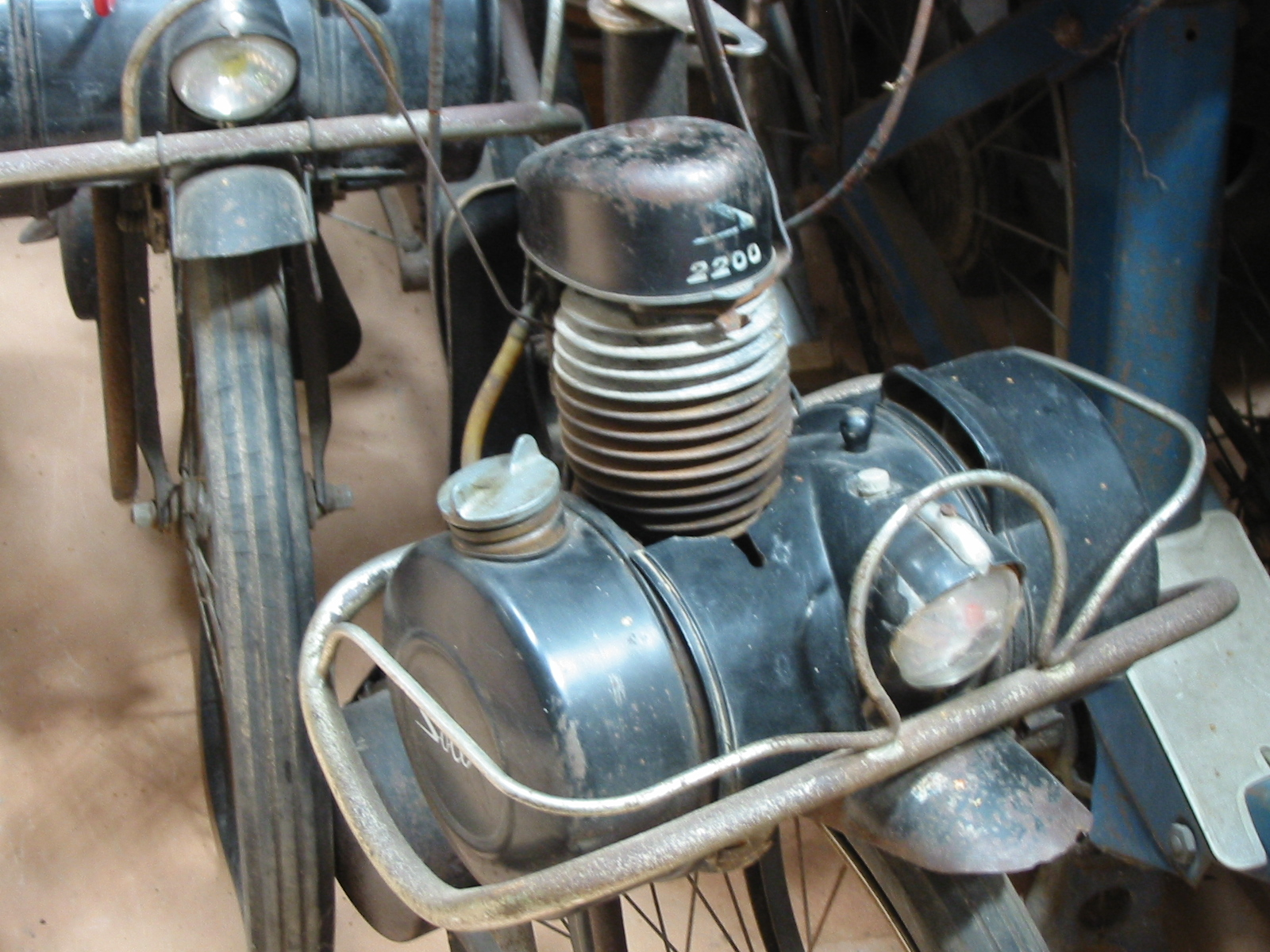
Привод Solex, закреплённый на переднем колесе

Перед рулевой колонкой на открытой раме размещён силовой агрегат — одноцилиндровый двухтактный двигатель, соединённый с обрезиненным металлическим роликом. При помощи рукоятки ролик (вместе с двигателем) прижимается к покрышке переднего колеса.
Справа от двигателя находится круглый бензобак; слева, под кожухом аналогичной формы — глушитель.

## Модификации

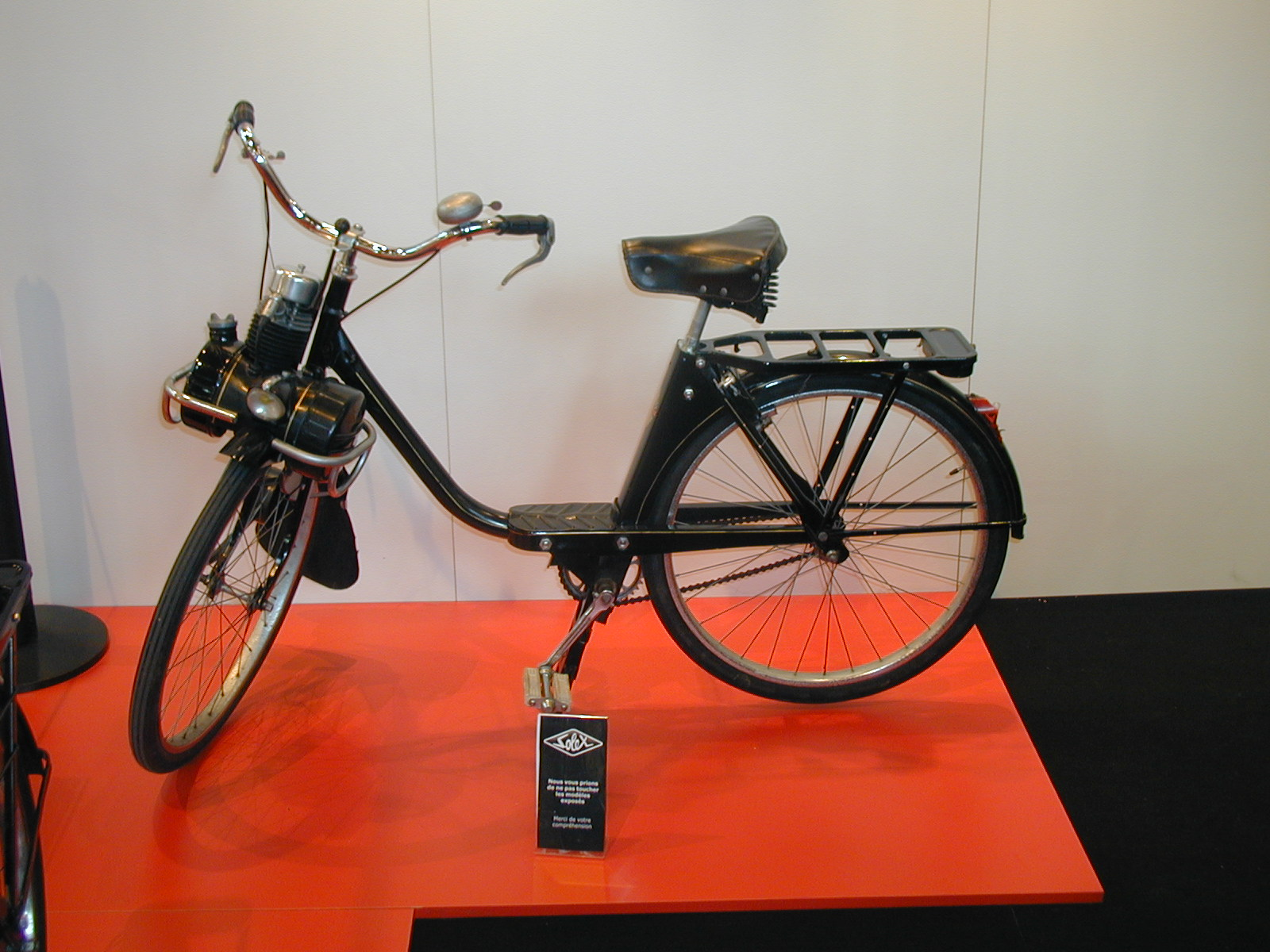
Solex 1010 (1957)

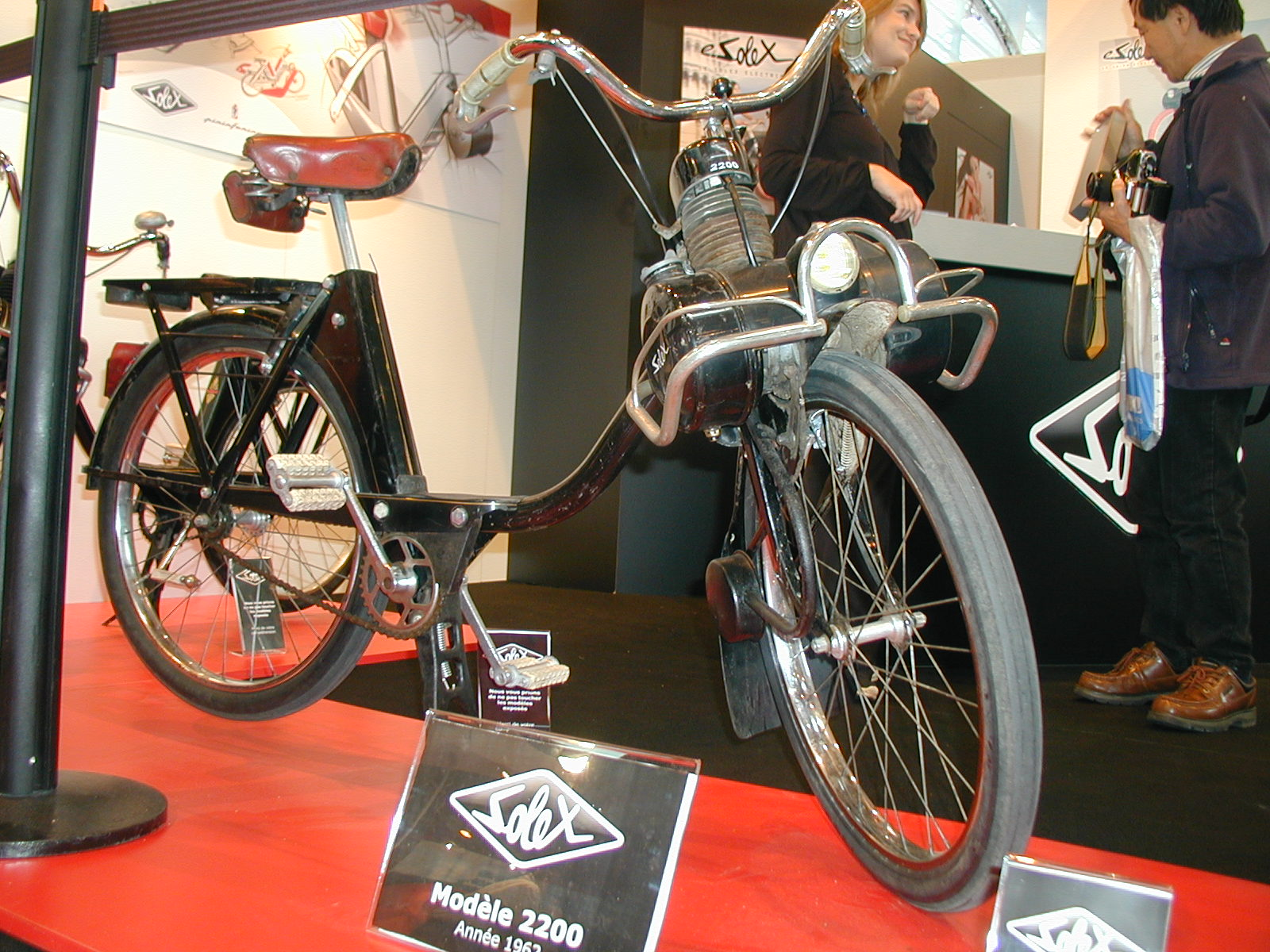
Solex 2200 (1962)

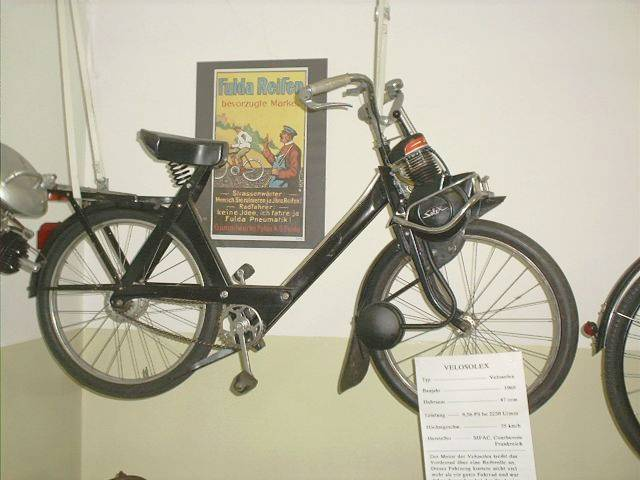
Velosolex 3800

(указаны только наиболее значительные изменения)
- прототип (декабрь 1940 / 1941), выпущено несколько экземпляров;
- «45» (1946), пережившая многочисленные усовершенствования первая крупносерийная модель. Мотор объёмом 45 см (давший название модели) развивал мощность 0,4 л. с. при 2000 об/мин, колёса диаметром 26 дюймов (с июня 1952 — 24 дюйма) ;
- «330» (сентябрь 1953), объём увеличился до 49 см, мощность возросла до 0,5 л. с.; незначительные изменения V1, V2, V3.
- «660» (сентябрь 1955) отказ от гнутых S-образных рам;
- «1010» (апрель 1957) двигатель с петлевой продувкой;
- «1400» (сентябрь 1958) диаметр колёс уменьшен до 19 дюймов;
- «1700» (октябрь 1959) автоматическое центробежное сцепление, охлаждение крыльчаткой;
- «S2200» (1961), мощность достигла 0,7 л.с; впервые, по согласованию с RTF установлен помехоподавитель. Двигатель выпускался в двух вариантах: V1 и V2;
- «S3300» (1964) барабанный задний тормоз, рама из труб квадратного сечения (то же и у S3800) ;
- «F4» пластиковая «реплика» S3300 для детей в масштабе 2:3 для велосипеда. Трещотка храпового механизма имитирует шум двигателя;
- «S3800» культовая модель серии, выпускавшаяся с мая 1966 по 1988 гг в версиях «luxe» и «super luxe» красного и синего цвета; позже ещё и белого цвета с крыльями из нержавеющей стали для версии люкс (существовала также «экспортная» окраска цвета кофе для Нидерландов.
- «5000» (1971) колёса диаметром 16 дюймов. Производился параллельно с S3800 в четырёх цветах: жёлтый, синий, оранжевый и наиболее редкий белый; с появлением этой модели S3800 выпускался только чёрного цвета;
- «Micron» (1968) колёса уменьшились в диаметре до 12,5 дюймов; мотор тот же, что у S3800, но ликвидированы педали; всего выпущено около 5000 экземпляров; поскольку данная модель считалась мопедом, для её вождения требовались права категории A1 ;
- «Plisolex» (март 1973) аналогична S5000, но складная; выпущено лишь 2-4 тыс. (по другим данным 20 тыс.) экземпляров;
- «4600» (1974) — экспортная модель, комбинация «S3800» и «5000»; существовали версии V1 V2 и V3;
- «Flash 1969» (с 1972 «6000») мотор в нижней части рамы, дисковые тормоза, карданная передача и вентилятор для охлаждения; телескопическая вилка у модели «6000»
- «Tenor» (1972), позже «8000» — мопед «классического» вида и компоновки с цепной передачей. Единственная модель с двигателем от стороннего производителя: у серий L, S и R — «Franco Morini», а у сменивших L и S соответственно GL и GS — «Anker Laura». Также существовала крайне редкая модель S4 с 4-скоростным мотором;
- «Black’n Roll S4800» (2005) модернизированная версия S3800. Выпускается под маркой Mopex;
- «e-Solex» (2006) электромопед; скорость 25-35 км/ч, запас хода до 40 км.
- «VéloSoleX» (2010) складной электрический велосипед[8]; скорость — до 25 км/ч, запас хода — до 50 км.
- «Solexity», (конец 2011) электрический велосипед с карданной передачей; скорость — до 25 км/ч, запас хода — до 60 км.

## В массовой культуре
- Существуют по крайней мере два музея мотовелосипеда VeloSolex: в швейцарском Вальденбурге и нидерландском Колийнсплаате.
- Одна из серий французского документального сериала Arte (Le velosolex) посвящена этому транспортному средству.
- Velosolex фигурирует в нескольких кинофильмах различных жанров второй половины XX века;[9], среди наиболее известных из них — дебют Брижит Бардо («Нормандская дыра», 1952), ленты «Жандарм женится» (1968) и «Ночь у Мод» (1969); в американском шпионском триллере «Три дня Кондора» (1975) и английской комедии «Мистер Бин на отдыхе» (2007), французском документальном фильме о профсоюзном деятеле Шарле Пьяже (2007) и музыкальном видеоклипе от The Wall Street Journal (август 2009).